# Regii Portugaliei
Aceasta este o listă cu monarhii Portugaliei, de la crearea comitatului în 1095, până la proclamarea republicii în 1910.
Casa de Vímara Peres
Conți:
- Vímara Peres (868-873)
- Lucídio Vimaranes (873)
- Onega Lucides (873-c.924)

Diogo Fernandes (873-c.924) (căsătorie cu Onega Lucides)
- Mumadona Dias (c.924-c.950)

Mendo Gonçalves (c.924-c.950) (căsătorie cu Mumadona Dias)
- Gonçalo Mendes (c.950-999)
- Mendo al II-lea Gonçalves (999-1008)
- Alvito Nunes (1008-1015)
- Ilduara Mendes (1017-1028)

Nuno Alvites (1017-1028) (căsătorie cu Ilduara Mendes)
- Mendo al III-lea Nunes (1028-1050)
- Nuno al II-lea Mendes (1050-1071)

Casa de Navarra
Regi:
- Garcia I al Galiciei și al Portugaliei (1071-1073)
- Alfonso al VI-lea al Castiliei și Leonului (1073-1095)

Casa de Borgonha
Conți:
- Henric al Burgundiei (1095-1112)
- Teresei al Leonului (1095-1128) (căsătorie cu Henric al Burgundiei)

Regi:
- Afonso I (1128-1185) în urma victoriei de la Ourique din 25 iulie 1139, Afonso Henriques este încoronat rege în 1143
- Sancho I (1185-1211)
- Afonso al II-lea (1211-1223)
- Sancho al II-lea (1223-1248)
- Afonso al III-lea (1248-1279)
- Denis I (1279-1325)
- Afonso al IV-lea (1325-1357)
- Petru I (1357-1367)
- Ferdinand I (1367-1383)
- Beatriz I (1383)

Interregnum 1383-1385
Casa de Aviz 1385-1580
Regi:
- Ioan I (1385-1433)
- Eduard I (1433-1438)
- Afonso al V-lea (1438-1481)
- Ioan al II-lea (1481-1495)
- Manuel I (1495-1521)
- Ioan al III-lea (1521-1557)
- Sebastian I (1557-1578)
- Henric I (Cardinalul Henric al Portugaliei, arhiepiscop de Lisabona) (1578-1580)
- Cinci guvernatori prezidați de Jorge de Almeida, arhiepiscop de Lisabona (1580)
- Anton I (1580)

Casa de Habsburg 1580-1640
Regi:
- Filip I (1580-1598)
- Filip al II-lea (1598-1621)
- Filip al III-lea (1621-1640)

Casa de Bragança 1640-1853
Regi:
- Ioan al IV-lea, duce de Bragança (1640-1656)
- Afonso al VI-lea (1656-1683)
- Pedro al II-lea (Regent 1667-1683) (1683-1706)
- Ioan al V-lea (1706-1750)
- Iosif I (1750-1777)
- Maria I (1777-1816)

Pedro al III-lea (1777-1786) (prin căsătorie cu Maria a I-a)
- Ioan al VI-lea (Regent 1799-1816) (1816-1826)
- Pedro al IV-lea (1826)
- Maria a II-a (1826-1828)
- Mihail I (1828-1834) (exilat)
- Maria a II-a (1834-1853)

Ferdinand al II-lea (1837 - 1853) (prin căsătorie cu Maria a II-a) (Regent 1853-1855)
Casa de Bragança-Saxa-Coburg și Gotha (Bragança-Wettin) 1853-1910
Regi:
- Pedro al V-lea (1853-1861)
- Ludovic I (1861-1889)
- Carol I (1889-1908)
- Ludovic II (1908)
- Manuel al II-lea (1908-1910)

Pe 5 octombrie 1910 Portugalia este proclamată republică.